# Autolycus (månkrater)
Autolycus är en nedslagskrater på månen. Autolycus har fått sitt namn efter den grekiska matematikern och astronomen Autolykos från Pitane.
Kratern har en diameter på ungefär 38 km.

## Satellitkratrar
| Autolycus | Latitud | Longitud | Diameter |
| --------- | ------- | -------- | -------- |
| A         | 30.9° N | 2.2° Ö   | 4 km     |
| K         | 31.2° N | 5.4° Ö   | 3 km     |